# معاف امندان
روستای معاف یکی از زیباترین و سرسبز ترین بخش های استان گیلان به شمار میرود.معاف امندان، روستایی از توابع بخش مرکزی شهرستان صومعه‌سرا در استان گیلان ایران است.
معاف امندان در جوار روستای امندان می باشد که در کنار جاده صومعه سرا به ضیابر قرار گرفته است.
مردمان این روستان با گویش گیلکی صحبت می‌کنند. در سالیان گذشته این روستا بخشی از روستای امندان بوده است ولی در حال حاضر این دو روستا از یکدیگر جدا هستند.
این روستا دارای سه مغازه و قهوه خانه و یک مسجد است و درمانگاه و مدرسه ندارد.
در این روستا محصولاتی مانند برنج ، چوب صنوبر و محصولات جالیزی(مانند:خیار،خربزه،هنداونه و...) کشت میشود. برنج معاف امندان از کیفیت بسیار بالایی برخوردار است که غالباً این برنج از نوع برنج هاشمی می‌باشد . چوب صنوبر هم یکی از با کیفیت ترین چوب هاست که به دلیل خاک مرغوب این روستا و همچنین آب و هوای معتدل و مرطوبی که دارد،کیفیت بالایی دارد. همچنین برنج و چوب این روستا به خارج از ایران نیز صادر میشود.

## جمعیت
این روستا در دهستان طاهرگوراب قرار دارد و براساس سرشماری مرکز آمار ایران در سال ۱۳۸۵، جمعیت آن ۲۱۱ نفر (۷۲خانوار) بوده‌است.
آمار نشان داده که در سال 1395 جمعیت این روستا 600 نفر و نزدیک به 174 خانوار بوده است .البته جمعیت این روستا تا به کنون بسیار بیشتر شده . چون از لحاظ تکنولوژی و امکانات پیشرفت قابل توجهی داشته 

## موقعیت جغرافیایی
روستای معاف امندان جزوی از بخش طاهرگوراب است. روستا از نظر دسترسی، موقعیت خوبی دارد و از طریق جاده آسفالته به شهرهای ماسال، صومعه‌سرا، ضیابر، رشت و سراوان متصل است .

## جاهای دیدنی
- رودخانه خالکائی : روستای معاف و امندان یک رود بسیار زیبا و جذاب دارد که از بین این روستاها عبور میکند.
- جنگل‌های معاف امندان: جنگل های بسیار زیبایی در اطراف معاف امندان وجود دارد که زیبایی خاصی به آن داده است.
- تالاب معاف امندان: در نزدیکی معاف امندان تالاب بسیار زیبایی وجود دارد که گونه های مختلف پرندگان در آن وجود دارد.